# Seconde bataille de Fairfax Court House
Guerre de Sécession
Batailles
Théâtre oriental
- Virginie-occidentale
- Manassas
  - 1re Bull Run
- 1re Virginie Septentrionale
- Burnside Expedition
- Péninsule
- Sept Jours
  - Gaines's Mill
  - Malvern Hill
- 1re Shenandoah valley
- 2de Virginie Septentrionale
  - 2de Bull Run
- Maryland
  - Antietam
- Fredericksburg
- Tidewater
- Chancellorsville
  - Chancellorsville
- Pennsylvanie
  - Gettysburg
- Bristoe
- Mine Run
- Campagne terrestre
  - Wilderness
  - Spotsylvania
  - Cold Harbor
- Bermuda Hundred
- 2de Shenandoah valley
  - Opequon
  - Cedar Creek
- Petersburg
- 1re Wilmington
- 2de Wilmington
- Appomattox
  - 3e Petersburg
  - Sayler's Creek
  - Appomattox C.H.

Théâtre occidental
- East Kentucky
- Shiloh
  - Fort Henry
  - Fort Donelson
  - Shiloh
- Kentucky
- Raid de Newburgh
  - Perryville
- Stones River
  - Murfreesboro
- Vicksburg
  - Champion Hill
  - Vicksburg
- Raid de Morgan
- Raid de Hines
- Tullahoma
- Chickamauga
- Chattanooga
- Knoxville
- Raid Forrest
- Atlanta
- Franklin-Nashville
- Savannah
- Carolines
  - Bentonville
- Raid de Wilson

Théâtre Trans-Mississippi
- Arizona confédéré
  - 1re Messilla
- Missouri
  - Wilson's Creek
- Territoire indien
- Trail of Blood on Ice
- Nouveau-Mexique
- Boston Mountains
- Pea Ridge
- 1re Texas
- Little Rock
- 2de Texas
- Camden
- Red River
- Raid de Price
- Palmito Ranch

Théâtre du bas littoral et approche du golfe
- Fort Sumter
- Blocus de l'Union
- 1re Bayou Teche
- Mississippi valley
  - Port Hudson
- Charleston
- 2de Bayou Teche
- Mobile Bay
- Mobile

La seconde bataille de Fairfax Court House (juin 1863) s'est déroulée lors de la campagne de Gettysburg au cours de la guerre de Sécession entre un petit détachement de cavalerie de l'armée de l'Union de deux compagnies (87 hommes) du 11th Regiment New York Volunteer Cavalry et des unités avancées du corps de cavalerie de l'armée de Virginie du Nord du major général confédéré J.E.B. Stuart. L'unité principale de Stuart le jour de la bataille est le 1st North Carolina Cavalry Regiment (9th State Troops) de la division du major général Wade Hampton de 2 000 hommes,. Le corps principal de trois divisions, souvent encore considéré à cette époque comme des brigades du corps de cavalerie confédérée, correspondant à environ 40 pour cent du total des troupes, se dirige vers le fleuve Potomac, peu de temps après le début de la chevauchée de ses meilleures divisions à travers et autour de l'armée de l'Union du Potomac sur leur chemin vers la Pennsylvanie. L'accrochage se produit près du village de Fairfax Court House dans le comté de Fairfax, en Virginie, le 27 juin 1863,.
Alors que le général confédéré Robert E. Lee commence à déplacer son armée de Virginie du Nord à l'ouest et au nord de la région de Fredericksburg, en Virginie au cours de la campagne de Gettysburg commençant le 3 juin 1863, la cavalerie confédérée sous les ordres de Jeb Stuart est doit garder l'armée de l'Union à l'écart de l'infanterie confédérée pour cacher son emplacement et son mouvement, et rendre compte des mouvements de l'armée de l'Union. Au cours d'une série d'actions de cavalerie à la mi-juin 1863, la force de Stuart accomplit en grande partie cette mission, mais est surprise et combat à armes égales pour la première fois par la cavalerie de l'Union lors de la bataille de Brandy Station et de la bataille d'Upperville le 9 juin et le 21 juin. Alors que le corps principal de l'armée confédérée passe dans le Maryland et la Pennsylvanie, Stuart persuade Lee de donner des ordres discrétionnaires de prendre trois brigades de sa cavalerie pour passer à travers et autour de l'armée de l'Union, afin de recueillir du ravitaillement et des renseignements et de rompre les communications et les lignes de ravitaillement de l'armée du Potomac. Stuart cherche à obtenir un rôle important dans l'invasion du Nord et la possibilité de mettre de côté les embarras causés par les deux attaques surprises et de rétablir sa réputation en tant que chef prédominant de cavalerie de la guerre.
Lorsque l'infanterie confédérée nettoie le fleuve Potomac, accompagnée ou finalement rejoint par trois autres brigades de cavalerie, Stuart procède à une chevauchée à travers et autour de l'armée de l'Union dans la Virginie du nord et le centre du Maryland afin de la harceler et de retarder ses mouvements, de capturer d'un train de wagons de ravitaillement, d'endommager certaines communications et partie du chemin de fer et de recueillir des renseignements. La chevauchée de Stuart, qu'il aurait pu abandonner plus tôt pour permettre le retour de sa force auprès de l'armée de Lee, risque de mettre Stuart en incapacité de fournir en temps opportun le renseignement et le soutien de cavalerie à Lee. Ce risque est avéré alors que Stuart accumule plusieurs retards le long du parcours. L'un de ces retards est causé par l'attaque d'une petite force de cavalerie de l'Union du 11th New York Cavalry contre la force de 2 000 hommes de Stuart à Fairfax Court House le 27 juin 1863. Une des plus audacieuses actions menées par une petite force contre une force beaucoup plus grande lors de la guerre, cette bataille ne retarde pas seulement la chevauchée de Stuart, mais coûte la vie du jeune et prometteur commandant confédéré du 1st North Carolina Cavalry, le commandant John H. Whitaker. Stuart n'arrive pas à Gettysburg avant l'après-midi du deuxième jour de la bataille, le 2 juillet 1863. Le retard total de Stuart crée, à l'époque et par la suite, des critiques et une polémique importantes au sujet de la valeur et de la conduite de sa chevauchée autour de l'armée de l'Union et de son effet négatif possible sur les opérations et la performance de l'armée confédérée à Gettysburg.
Lors de l'action de Fairfax Court House, les forces confédérées tuent au moins quatre hommes de l'Union et blessent ou fait prisonnier la plupart des autres. Les confédérés subissent le même nombre de tués et de blessés selon le seul rapport sur leurs blessés par un sergent de l'Union. Certains des prisonniers de l'Union gravement blessés sont libérés sur parole sur le site de la bataille avec une poignée d'hommes pour prendre soin d'eux. Trouvant que les prisonniers issus du 11th New York Cavalry et d'autres unités de l'Union sont un fardeau trop lourd pour la marche vers le nord, Stuart les libère sur parole à Brookeville, dans le Maryland, dans la nuit du 28 juin 1863 au 29 juin.

## Contexte

### Plan pour envahir le Nord
Dans la nuit du 5 au 6 mai 1863, après que l'armée du Potomac, commandée par le major-général Joseph Hooker a été vaincu à la bataille de Chancellorsville (30 avril 1863 au 6 mai 1863), dans le comté de Spotsylvania, en Virginie par l'armée de Virginie du Nord du général Robert E. Lee, Hooker retire ses forces sur des positions au nord de la rivière Rappahannock, principalement dans les environs de Falmouth, en Virginie. L'armée de Lee reste juste au sud du Rappahannock dans la ville de Fredericksburg, en Virginie après la bataille.
Pendant ce temps, dans le Mississippi, le major général de l'Union Ulysses S. Grant isole l'armée confédérée à Vicksburg, Mississippi. La perte de Vicksburg donnerait le contrôle de l'Union du fleuve Mississippi et couperait efficacement le territoire confédéré à l'ouest du Mississippi, du reste de la Confédération,. Les dirigeants du gouvernement de la Confédération, le président confédéré Jefferson Davis et le secrétaire à la Guerre des États confédérés, James A. Seddon veulent soulager la pression sur Vicksburg, éventuellement par l'envoi de renforts de Virginie dans le Mississippi ou le Tennessee afin de détourner l'attention des forces de l'Union de Vicksburg.
Lors des réunions avec Davis et Seddon du 14 mai 1863 au 17 mai 1863, et du 26 mai 1863, Lee propose de soulager la pression dans le Mississippi, en détournant l'attention de l'armée de l'Union par une invasion du nord de la Virginie,. Cette mesure qui permettrait d'éviter également à la Virginie la poursuite de la campagne d'été, permet à l'armée de Virginie du Nord de vivre à la campagne dans le Nord et de menacer les grandes villes, comme Philadelphie, Baltimore et Washington, afin d'affaiblir le soutien du Nord vis-à-vis de la guerre et peut-être même à obtenir la reconnaissance de l'étranger de la Confédération,,. Davis et Seddon, avec l'ensemble du cabinet de Davis, à l'exception de l'administrateur-général John Reagan du Texas, accepte le plan de Lee au cours de ces réunions,. Cependant, une correspondance est échangée, qui, de ce fait, pour certains historiens, laisse penser que la pleine approbation de Davis n'est obtenue que le 31 mai. D'autre part, l'historien Stephen W. Sears affirme que la correspondance ne concerne que les difficultés de Lee avec D. H. Hill concernant les renforts et non le plan pour envahir le Nord et que Lee commence préparer le mouvement de ses forces vers le nord à partir du 17 mai.
Lee termine une réorganisation de son armée le 1er juin 1863 et commence les préparatifs pour passer dans la vallée de Shenandoah en Virginie et puis dans le Maryland et la Pennsylvanie. Le 2 juin 1863, Lee obtient des renseignements sur le fait que les forces de l'Union le long de la côte de la Virginie et dans la péninsule de Virginie n'envisagent pas de se déplacer contre Richmond, en Virginie, la capitale de la Confédération et que Hooker n'est pas prêt à faire une autre percée à travers le Rappahannock.

### Début de la campagne de Gettysburg
La campagne confédérée de Gettysburg débute le 3 juin 1863 avec le deuxième Corps d'armée, de l'armée de Virginie du Nord, sous les ordres de son nouveau commandant, le lieutenant-général Richard S. Ewell, se déplaçant vers le nord-ouest à partir de la région de Fredericksburg vers Culpeper Court House, en Virginie,. Le lendemain, Hooker apprend le mouvement confédéré mais ne sait pas si Lee tente d'aller plus au nord ou à d'attaquer le flanc droit de Hooker ou si les confédérés déplacent leur infanterie ou simplement leur cavalerie. Hooker propose d'attaquer le troisième corps d'armée du lieutenant-général A. P. Hill, à Fredericksburg, mais le président Abraham Lincoln et le général en chef de l'armée l'Union Henry Halleck pensent que le plan est trop risqué, et permettrait de Lee de tourner ses forces à Culpeper pour attaquer le flanc de Hooker, éventuellement lorsque les hommes de Hooker seraient engagés dans la traversée de la Rappahannock. Hooker abandonne son idée.
Le 6 juin 1863, le brigadier-général de l'Union John Buford informe Hooker que la force « mobile » de Lee, composée de six brigades de cavalerie, est à Culpeper. Buford ne sait rien à propos de la présence du deuxième corps d'Ewell et deux divisions du premier corps de James Longstreet à Culpeper.

### Bataille de Brandy Station
Le 7 juin, agissant sur les renseignements de Buford, Hooker ordonne au major général Alfred Pleasonton de prendre tout son corps de cavalerie et 3 000 fantassins, composant une force combinée d'environ 11 000 hommes, y compris des artilleurs, à travers la rivière Rappahannock près de Brandy Station, en Virginie et de « disperser et de les détruire » les forces confédérées à Culpeper. À l'aube, le 9 juin 1863, la force de Pleasonton, divisée en deux ailes, commandée par le brigadier-général John Buford, et le brigadier-général David McMurtrie Gregg, traverse la Rappahannock à Beverly Ford et à Kelly's Ford, à environ 8,9 kilomètres (5,5 miles) de distance,. Ils prévoient de se regrouper à Brandy Station à environ 6,4 kilomètres (4 miles) de Beverly Ford et 13 kilomètres (8 miles) de Kelly's Ford et puis de passer à 9,7 kilomètres (6 miles) à l'ouest de Culpeper. L'aile de Buford aile repousse les piquets confédérés à Beverly Ford et surprend la cavalerie confédérée, qui campe à proximité autour de Fleetwood Hill, où Stuart avait son quartier général, et à Brandy Station. La bataille de Brandy Station, le plus grand combat de cavalerie de la guerre, se poursuit jusqu'à la fin de l'après-midi avec les confédérés qui tiennent à l'issue Fleetwood Hill,. Avec l'infanterie confédérée s'approchant de la zone, Pleasonton ordonne la retraite à travers la Rappahannock. Stuart réclame la victoire de la bataille, mais il est soumis à la critique de s'être fait surprendre et pour les pertes infligées à ses hommes par la force de Pleasonton,,. Au grand regret de Stuart, pour la première fois dans la guerre, la cavalerie de l'Union s'est battue avec la cavalerie confédérée à jeu égal.

### Mouvements de troupes et de actions de cavalerie
Entre le 9 juin et le 15 juin 1863, Lee affronte Davis et Seddon, et avec le commandant des forces confédérées en Caroline du Nord et du sud-est de la Virginie, le major-général Daniel Harvey Hill, sur le nombre et le statut de vétérans des unités à laisser pour garder Richmond et les zones côtières de la Virginie et de la Caroline du Nord. Le 15 juin, Lee commence à concentrer toute son armée pour l'offensive. Il a déjà commandé à Ewell de passer avec le deuxième corps dans la vallée de la Shenandoah le 10 juin.
Après la bataille de Brandy Station, Hooker est persuadé par Pleasonton que l'infanterie confédérée est à Culpeper et commence à déplacer son corps d'armée vers l'ouest, déplaçant finalement l'armée du Potomac de plus de 64 kilomètres (40 miles) de Fredericksburg à Beverly Ford. Le 13 juin, Hooker apprend que le premier corps et le deuxième corps de l'armée de Virginie du Nord se dirigent vers la Vallée de Shenandoah. Le 14 juin, il ordonne à l'aile droite de son armée de se concentrer à Manassas Junction, en Virginie, et à l'aile gauche de partir pour Dumfries, en Virginie, après le retrait des biens de l'État des entrepôts au nord de la ville de Fredericksburg, en particulier la base à Aquia Creek. Hooker déplace son quartier général à Dumfries et puis à Fairfax Station, puis à Fairfax Cour House,. En quittant la ligne de Fredericksburg, Hooker permet à Lee d'ordonner à Hill d'aller à Culpeper et à Longstreet de partir pour la vallée de la Shenandoah, sans se préoccuper si Hooker tentera de traverser la Rappahannock et de fondre sur Richmond.
Les deux brigades de cavalerie confédérées sous les ordres de William E. Jones (« Grogner » Jones) et Wade Hampton III font écran au mouvement du corps d'A. P. Hill vers Culpeper. Les forces de la Confédération et de l'Union, principalement de la cavalerie, se battent tous les jours dans la région de la vallée de Loudoun située entre les montagnes Blue Ridge et les montagnes de Bull Run au cours de la semaine suivant le 17 juin 1863 alors que les deux armées tentent d'apprendre les positions et les mouvements des uns et des autres ou d'empêcher la collecte de ces informations sur leurs propres forces. Bien que les confédérés maintiennent la cavalerie de l'Union à l'est de Blue Ridge, Pleasanton et Gregg concluent que seule la cavalerie confédérée est à l'est de Blue Ridge alors qu'en fait le corps de Longstreet s'étend à l'est de la montagne certains jours de la semaine.

### Bataille d'Upperville
Avec de l'autorisation de Hooker, le 21 juin, Pleasonton laisse deux brigades d'infanterie à Middleburg pour garder sa ligne de communications et prend cinq brigades de cavalerie et la brigade d'infanterie du colonel Strong Vincent pour attaquer cinq brigade de cavalerie de Stuart près d'Upperville, en Virginie. À la bataille d'Upperville, la force de Pleasonton déloge les cinq brigades de Stuart hors de la ville vers Ashby's Gap. Pleasonton est satisfait de ce résultat et n'essaie pas de pousser Stuart à travers les montagnes. Stuart empêche Pleasonton de trouver l'infanterie confédérée. Vers la tombée de la nuit, cependant, les éclaireurs du brigadier-général John Buford chevauchent à proximité de la crête et espionnent les camps de l'infanterie confédérée dans la vallée de la Shenandoah. La victoire mineure de l'Union à Upperville qui aboutit à la capture d'une ou de deux pièces d'artillerie confédérée et environ 250 prisonniers confédérés aboutit également à la collecte de certains renseignements utiles au sujet de la disposition d'une partie de l'infanterie de Lee. L'action retarde également la marche de deux divisions d'infanterie de l'armée de Lee pour permettre aux confédérés d'assurer la possession d'Ashby's Gap et pour avoir une force disponible à Shepherdstown, Virginie-Occidentale, au cas où les troupes de l'Union se déplacent vers la vallée de la Shenandoah et sont capables de le franchir. Stuart de nouveau est l'objet de critiques dans les journaux du Sud pour avoir été surpris et battu à Upperville.
Lee apprend très vite que Pleasonton s'est retiré vers Aldie, en Virginie. Il sait alors qu'il peut quitter les positions fortement renforcées en Virginie et accélère son mouvement dans le Maryland et la Pennsylvanie. Le corps d'Ewell, avec la brigade de cavalerie d'Albert G. Jenkins, marche en direction de la rivière Susquehanna pour collecter de la nourriture et des fournitures. Lee ordonne au brigadier-général John D. Imboden de conduire sa brigade de cavalerie à travers le Potomac pour se joindre au corps d'Ewell si l'occasion s'offre à lui, mais Imboden décide qu'il n'a pas cette chance et reste derrière.

### Début de la chevauchée de Stuart
Stuart cherche maintenant à prendre un rôle utile dans la campagne et peut-être, selon certains historiens, afin de redorer sa réputation et obtenir la gloire d'une autre chevauchée autour de l'armée de l'Union,. Le 22 juin, Lee donne à Stuart des ordres discrétionnaires pour son mouvement vers la Pennsylvanie, le point important étant : « Si vous trouvez qu'il [l'ennemi] est en mouvement vers le nord, et que deux brigades peuvent garder le Blue Ridge et assurer vos arrières, vous pouvez vous déplacer avec les trois autres dans le Maryland, et prendre position sur la droite du général Ewell ». Lee écrit à Stuart de nouveau le 23 juin, dans un effort évident de clarification de ses ordres comme suit : « Vous serez, cependant, capable de juger si vous pouvez passer autour de leur armée, sans entrave, leur infligeant tous les dégâts que vous pouvez faire, et traverser la rivière à l'est de la montagne. Dans les deux cas, après la traversée de la rivière, vous devez vous placer sur et être au contact de la droite des troupes d'Ewell ». Les ordres de Lee ne donnent pas à Stuart un itinéraire spécifique à suivre. Le colonel confédéré Edward Porter Alexander, chef de l'artillerie du corps de Longstreet, déclare : « Stuart fait à Lee, une proposition très imprudente, que Lee plus imprudemment considère ».
Le commandant John S. Mosby, faisant une reconnaissance pour Stuart avec un petit groupe de rangers partisans, dit à Stuart que Stuart peut passer à travers les corps séparés de l'Union, traverser le Potomac à Seneca Ford, à 32 kilomètres (20 miles) au nord-ouest de Washington, DC, et perturber les communications et le ravitaillement de Hooker, peut-être même détourner son armée vers la défense de Washington. Stuart est désireux de rétablir sa réputation après avoir été surpris et été combattu à armes égales à Brandy Station et Upperville,. Après que Mosby rapporte que Hooker ne semble pas être en mouvement, le 24 juin Stuart utilise la discrétion de ses ordres pour suivre les conseils de Mosby et tente de chevaucher à travers et autour de l'armée de l'Union et, comme il l'a dit par la suite, pour retrouver Ewell à York, en Pennsylvanie,. L'historien Edwin B. Coddington déclare que la directive pour faire des dégâts aux forces de l'Union en chemin est une invitation pour ralentir. Prenant trois de ses brigades les plus expérimentées sous les ordres des brigadiers généraux Wade Hampton III, Fitzhugh Lee et le colonel John R. Chambliss, Jr temporairement à la tête de la brigade de W. H. F. « Rooney » Lee parce que Lee a été blessé, Stuart laisse les brigades des brigadiers généraux Beverly Robertson et « Grumble » Jones avec toutes ses batteries d'artillerie sauf une pour garder les cols de la montagne et de rattraper l'infanterie, après le départ des forces de l'Union,.
Après avoir passé le 24 juin à la préparation et à la concentration de ses forces à Salem, maintenant Marshall, en Virginie, Stuart part pour Haymarket, en Virginie, par le chemin de Glasscock Gap dans les montagnes de Bull Run le 25 juin,. Avant d'atteindre son objectif, Stuart entre dans le IIe corps d'armée du major général de l'Union Winfield Scott Hancock,. Stuart tire quelques obus d'artillerie, et se retire, envoie la brigade de Fitzhugh Lee vers Gainesville, en Virginie, et s'arrête à Buckland, en Virginie, avec ses deux autres brigades afin de permettre à ses chevaux de brouter puisqu'ils n'ont pas de fourrage,. L'incident avec le corps de Hancock empêche Stuart de rencontrer de nouveau Mosby. Au lieu de revenir en arrière pour rejoindre l'infanterie aussi rapidement que possible, Stuart attend Mosby pendant dix heures le 26 juin, puis marche sur 32 kilomètres (20 miles) et fait de nouveau paître ses chevaux près de Wolf Run Shoals sur la rivière Occoquan avant de se déplacer vers Fairfax Station tôt, le 27 juin,.

## Bataille

### Reconnaissance du 11th New York Cavalry
Le 26 juin 1863, le département à la Guerre ordonne au colonel James B. Swain du 11th Regiment New York Volunteer Cavalry (« Scott's 900 »), qui fait partie du XXII corps de l'armée de l'Union stationné dans les défenses de Washington, DC, d'envoyer une escouade d'éclaireurs à proximité de Centreville, en Virginie, et pour protéger les restes du ravitaillement de l'armée à Fairfax Court House,,. Swain envoie les compagnies B et C du régiment, 82 hommes du rang et le capitaine Alexander G. Campbell, le premier lieutenant Albert B. Holmes, le second lieutenant Augustus B. Hazelton, et le premier lieutenant George A. Dagwell, sous les ordres du commandant Seth Pierre Remington, pour la mission,,. Le détachement part l'après-midi même, et à 22 heures, les troupes campent à Fairfax Court House que l'armée de l'Union a quitté la veille. Les feux de café et de bacon des dépôts de l'armée de l'Union brûlent lorsque l'escouade arrive et les hommes voient ce qu'ils pensent être des citoyens locaux examinant la zone et farfouillant pendant la nuit.

### Début du combat
Au début le 27 juin 1863, les troupes de New York partent pour Centreville,. Ils abreuvent leurs chevaux à un petit ruisseau traversant la route, juste à l'extérieur de Fairfax Court House, qui est la scène d'une petite d'action quand ils reviennent. À leur arrivée à Centreville, à environ 10 heures du matin, ils trouvent certaines fournitures de l'hôpital de l'armée de l'Union qu'ils inventorient et mettent sous la garde d'un commerçant local. Les soldats pensent qu'ils ont vu des hommes montés dans les bois en direction de Fairfax Station,,.
Lorsqu'ils commencent leur trajet de retour, les cavaliers sont pris sous le feu à partir des bois à environ cinq kilomètres (trois miles) de Fairfax Court House. Le commandant Remington envoie deux équipes de quatre hommes démontés dans les bois pour enquêter. L'un des chevaux des hommes s'échappe et commence à galoper vers Fairfax Court House. Le lieutenant Dagwell poursuit le cheval qui part au galop et rencontre l'avant-garde de quatre hommes du détachement juste à l'extérieur de leur ancien camp où ils ont trouvé les citoyens en train de charger des wagons avec des objets de valeur qui n'avaient pas été enlevés ou brûlés par l'armée de l'Union dans leur départ vers le nord. Comme le lieutenant Dagwell trouve le cheval entrant dans la cour intérieure du palais de justice, il voit que la cour est remplie avec ce qu'il estime être environ 65 confédérées,. Croyant que les confédérés doivent être des partisans du commandant John S. Mosby, Dagwell tourne bride et s'enfuit pendant que les confédérés lui tirent dessus,.
Lorsque le lieutenant Dagwell retourne vers la zone du gué du ruisseau sur la route en direction de la ville et le reste des troupes de New York arrivent, ils trouvent des confédérés mis en ligne dans les bois au sommet d'un ravin à travers le ruisseau à l'extérieur de la ville. La compagnie de Dagwell, sous le feu, mais sans qu'un seul ne soit touché, charge les confédérés, les mettant en retraite vers le bas de la route à Fairfax Station,. Dagwell, Holmes et quelques troupes poursuivent les derniers confédérés en fuite, faisant un mort et capturant quelques autres,.

### Poursuite vers Fairfax Station
À environ huit cents mètres (un demi-mile) à l'est de Fairfax Station, les officiers d'état-major de Stuart, le commandant Andrew Reid Venable, le commandant Henry B. McClellan et le capitaine John Esten Cooke avec un coursier, mangent le petit déjeuner à la maison d'un forgeron qui ferre leurs chevaux. Ils sont dérangés par quelques cavaliers du 11th New York en marche sur la route. Cooke ne fuit pas immédiatement parce qu'il veut que ses chevaux soient ferrés mais quand un deuxième groupe du 11th New York Cavalry approche, Cooke s'échappe tout juste.
Continuant sa poursuite, Dagwell arrive sur la crête d'une colline près de Fairfax Station, où la route descend vers Fairfax Station et où quelques troupes de l'Union qui l'avait dépassé ont stoppé. Ils voient ce que Dagwell estime être « au moins » de 2 000 confédérés et une batterie d'artillerie,,. Les New Yorkais arrivent sur la force de Stuart par la route vers le nord. Dagwell réalise alors que la petite force qu'ils ont chassée de Fairfax Court House n'est pas un groupe d'hommes de Mosby, mais l'avant-garde d'au moins une brigade entière confédérée.
Dagwell envoie un soldat avec le cheval le plus frais à Remington rendre compte de la situation, et que lui et les huit hommes avec lui, reviendront dès que leurs chevaux auront récupéré de leur poursuite qui vient de se terminer. Dagwell et ses huit hommes font reposer leurs chevaux, mais Dagwell peut voir les confédérés monter à environ seulement six cents mètres de sa petite escouade.

### Action près de Fairfax Station
Avant que les confédérés ne puissent approcher Dagwell et ses hommes, le commandant Remington apparaît avec le reste du détachement. Lorsqu'il est informé de la situation, Remington n'essaie pas de fuir, mais ordonne à ses hommes de se mettre en ligne sur la crête de la colline où Dagwell a vu la force de 2 000 confédérés,,,. Pendant ce temps, Stuart entend parler de la rencontre avec ses officiers d'état-major et ordonne au brigadier-général Wade Hampton III d'amener le régiment de tête rapidement pour répondre à la menace. L'unité avancée des confédérés, le 1st North Carolina Cavalry, vient alors sur la colline et s'installe à moins de 30 mètres de la ligne de l'Union, mais ne va pas de l'avant malgré les ordres que Dagwell peut entendre. Lorsque les troupes de l'Union ne se rendent pas après environ 15 secondes, les forces opposées commencent à se tirer l'une sur l'autre.
Le commandant Remington ordonne alors à son équipe de charger la force confédérée, ce que Dagwell lui a dit être toute une brigade de cavalerie confédérée, et estime correctement à un minimum de 2 000 hommes,,,. L'avance confédérée se brise dans les bois et Dagwell suit, seulement pour se retrouver bientôt seul. Quand il arrive au point où les New-Yorkais ont formé leur ligne, il ne trouve que cinq hommes de l'Union, mais voit aussi plusieurs blessés et morts confédérés, y compris un commandant confédéré à côté de la route. Le commandant John H. Whitaker, commandant le 1st North Carolina Cavalry est tué au cours de l'action,. Le sergent Charles A. Hartwell déclare que les New-Yorkais ont tué 5 confédérés et fait 14 prisonniers lors de l'action initiale. Hartwell se retrouve rapidement avec une douzaine d'hommes, dont le commandant Remington, coupé des autres troupes de l'Union. Remington et quelques autres, y compris le sergent H. O. Morris, face au nombre écrasant, ont reculé sur la colline voisine, où Remington a déplacé la plupart des hommes après leur charge initiale. Quand il voit le mouvement de l'Union, Hampton pense qu'ils essayent de se positionner pour attaquer l'arrière de sa force et envoie un escadron les duper, encerclant pratiquement la majorité des hommes de l'Union. Le sergent Morris abat un officier confédéré qui attaque le commandant Remington au cours de la mêlée qui s'ensuit, pendant les combats pour la fuite des New-Yorkais qui ne sont pas pris au piège sur la colline.
Après le combat désespéré aux pistolets et aux sabres, Remington détermine que la situation est désespérée, et ordonne aux hommes de se retirer avec lui. Remington, le capitaine Campbell et 9 hommes, y compris le sergent Hartwell s'échappent le long de la voie ferrée sur la route qui conduit à Annandale, en Virginie. Après un bref échange avec une escouade de cavalerie confédérée, le long de la voie, Remington et son groupe atteignent Alexandria, en Virginie et les défenses de Washington, DC,.
L'historien Robert F. O'Neill déclare qu'au moins trois soldats de l'Union sont tués, un est blessé mortellement, 14 sont blessés et capturés, 19 sont capturés et 4 sont grièvement blessés et laissés dans une maison voisine. Les blessés marchant et les personnes valides sont pris par les confédérés en tant que prisonniers,,,,.

### Capture du lieutenant Dagwell et les hommes
Pendant ce temps, le lieutenant Dagwell détermine rapidement qu'ils sont coupés du corps principal du détachement et n'ont pas d'autre choix que de battre en retraite. Après la retraite de la zone de combat, Dagwell et son petit groupe se dirige vers Fairfax Court House, récupérant d'autres cavaliers du 11th New York et quelques prisonniers qu'il avait laissé à leur garde. Après un bref combat, les troupes de l'Union dispersent cinq ou six confédérés qui viennent vers eux. Avec environ huit hommes et cinq prisonniers, Dagwell se dirige sur la route de Washington.
En arrivant à Annandale, Dagwell est blessé dans une tentative infructueuse pour échapper à la capture et, lui et dix-huit hommes, dont certains qu'il avait ramassé le long du chemin, sont capturés par les hommes de la brigade de Fitzhugh Lee qui a été détachée des deux autres brigades de Stuart pour aller le long du chemin de fer d'Orange et Alexandria et capturer du ravitaillement,. La brigade de Lee capture également un train de wagons de cantine et plus de prisonniers à Annandale.

### Retard à Fairfax Court House; le rapport de Stuart
Comme le dernier lieu des quartiers généraux de Hooker avant son départ de Virginie est à Fairfax Court House, les hommes de Stuart trouvent des quantités considérables de fournitures, encore intactes. Cela permet aux hommes de Stuart de piller avantageusement le dépôt de l'armée de l'Union à Fairfax Court House, y compris les deux entrepôts et un wagon de cantine, après la fin de l'engagement,,. Après que ses hommes ont mangé et se sont reposés pendant une ou deux heures, Stuart remet ses hommes en mouvement vers Dranesville, en Virginie,.
Stuart envoie une lettre au général Lee à propos de l'action à Fairfax Court House et de la direction de la progression de l'armée de Hooker. Bien qu'une copie de la lettre parvient au département de la Guerre confédérée, à Richmond, le message n'a jamais atteint le général Lee/ Le combat à Fairfax Court House a retardé Stuart pendant près de la moitié de la journée. Le lieutenant Dagwell indique que la lutte à Fairfax est une autre leçon aux confédérés de juin 1863 qui indique les troupes de l'Union sont prêtes à se confronter avec eux. Lui et le sergent Morris commentent le retard causé à Stuart par l'action et son effet sur son arrivée tardive à Gettysburg.

## Conséquence

### Mouvement de Stuart par delà le fleuve Potomac
Après un repos de plusieurs heures à Fairfax Court House, Stuart passe à Dranesville, en Virginie, où la brigade de Fitzhugh Lee le rejoint,,. Stuart décide alors de traverser le fleuve Potomac cette nuit là à Rowser's Ford,. En raison de l'augmentation du niveau de l'eau, le passage des confédérés n'est pas terminé avant 3 heures du matin le 28 juin,. Des prisonniers de l'Union capturés sur le canal de Chesapeake et de l'Ohio, juste au nord de la rivière, Stuart apprend que Hooker était la veille à Poolesville, dans le Maryland, à 24 kilomètres (15 miles) à l'ouest, et que l'armée du Potomac se dirige vers le nord en direction de Frederick, dans le Maryland,. De ces renseignements, Stuart rend compte qu'il doit tenter de rejoindre Ewell dès que possible,. Stuart retarde néanmoins sa chevauchée pour capturer un train de wagon de l'armée de l'Union près de Rockville, dans le Maryland, et capturer d'autres prisonniers, y compris quelques fugitifs du 11th New York Cavalry,. Il progresse de 16 kilomètres (10 miles) vers Brookeville, dans le Maryland, ce jour-là.

### La libération conditionnelle des prisonniers de l'Union
Stuart réalise que les prisonniers de guerre le retarderont et seront un fardeau pour ses hommes pendant leur mouvement s'il les garde avec lui,,. À Brookeville, le 28 juin, avant que les Confédérés libèrent sur parole les prisonniers, Stuart interroge un des prisonniers du 11th New York Cavalry, lui demandant combien d'hommes ont participé à la charge,. On lui répond franchement que c'est un seul escadron et qu'il ne faisait pas partie du commandement de Pleasonton,. Stuart aurait répondu : « Et vous avez chargé mon commandement avec quatre-vingt-deux hommes ? Donnez-moi cinq cents de ces hommes et je vais charger l'armée du Potomac avec eux, ». Stuart aborde également le lieutenant Dagwell pendant l'interrogatoire dans un effort pour découvrir si le capitaine Campbell, qui avait menacé d'exécuter des prisonniers confédérés, est parmi les prisonnier du 11th New York Cavalry. Dans la nuit du 28 juin et en début de matinée, le 29 juin, l'adjudant-général et le chef d'état-major de Stuart, le commandant Henry B. McClellan et d'autres officiers d'état-major passent du temps et de l'énergie à libérer les prisonniers sur parole, y compris ceux du 11th New York Cavalry,,.

### Mouvement de Stuart vers Gettysburg
Dans la soirée du 29 juin, le groupe avancé de Stuart, le 4th Virginia Volunteer Cavalry Regiment, poursuit deux compagnies du 1st Delaware Cavalry Regiment sur une longue distance en bas de la route de Baltimore à partir de Westminster, Maryland, perdant deux lieutenants dans l'affaire. Le 30 juin, les cavaliers en pointe de la colonne de Stuart voient une grande colonne de cavalerie de l'Union en travers de leur chemin,. Encombré par le train de wagons et quelques nouveaux prisonniers, l'avant-garde de Stuart affronte la cavalerie de l'Union sous le commandement du brigadier général Judson Kilpatrick lors de la bataille de Hanovre, près de Hanovre, en Pennsylvanie. Lorsque l'engagement se termine, Stuart dévie de huit kilomètres (cinq miles) vers l'est par Jefferson, en Pennsylvanie, et attend jusqu'à la tombée de la nuit pour reprendre son trajet afin de mieux protéger son flanc gauche, y compris les wagons, contre la menace de la force de Kilpatrick,.
Le matin, la division du brigadier-général Fitzhugh Lee, tout parcourant la route entre York et Gettysburg, découvre que le major général Jubal Early a marché vers l'ouest en direction de Gettysburg. Il envoie un officier d'état-major dans cette direction pour trouver Early. L'officier, le commandant Andrew R. Venable, trouve le général Lee et le lieutenant-général Ewell près de Gettysburg. Malgré les renseignements de Lee, Stuart n’essaie pas de suivre la route d'Early, mais s'éloigne de Gettysburg vers Carlisle, en Pennsylvanie, dans un effort pour trouver des fournitures et une partie de l'armée confédérée. Au lieu de cela, il trouve Carlisle en possession de la milice de l'Union soutenue par de l'artillerie et de la cavalerie. Alors que Stuart commence à attaquer la ville, il reçoit les ordres du général Lee, qui a appris où se trouve Stuart par Venable, de prendre position sur le flanc gauche de l'armée de Virginie du Nord à Gettysburg. Le 2 juillet, sa force chevauche vers Gettysburg, arrivant dans l'après-midi,.

### Effet de la bataille de Fairfax sur la chevauchée de Stuart; les critiques qui suivent
Dans le récit publié dans le livre de Thomas West Smith en 1897, le lieutenant Dagwell note que la lutte à Fairfax a empêché Stuart de traverser le Potomac, le 27 juin, contribuant à son retard pour rejoindre l'armée de Virginie du Nord, avant la bataille de Gettysburg. L'historien Eric Wittenberg, déclare : « La charge courageuse, désespérée et sans espoir du 11th New York Cavalry à Fairfax Court House entrave Stuart pendant une demi-journée ». Parce que les confédérés sont vaincus à Gettysburg, ils cherchent à expliquer la défaite, en se fondant sur leurs propres échecs et leurs faiblesses. Stuart reçoit plus de critiques pour son retard pour rejoindre le corps principal de l'armée des confédérés que la plupart des autres commandants confédérés pour leurs échecs. La critique ne vient pas seulement des civils, mais aussi de ses collègues de l'armée. D'autre part, les historiens modernes, Wittenberg et Petruzzi, après l'examen de la chevauchée de Stuart et de la façon dont Robert E. Lee a combattu lors de la bataille de Gettysburg, et en admettant que toute analyse fondée sur la cavalerie de Stuart ayant rejoint l'armée de Virginie du Nord plus tôt dans la campagne est spéculative, concluent que les sudistes auraient perdu la bataille que Stuart soit arrivé plus tôt ou non.
Un officier confédéré raconte plus tard : « je pense que, sans exception, la charge la plus brave, et la résistance la plus désespérée que nous avons jamais rencontré de la part de la cavalerie fédérale, a été à Fairfax, en juin 1863, lorsque Stuart fait un raid autour de l'armée de l'Union, juste avant la bataille de Gettysburg »,,.